# Pikkardijska Terzija
Pikkardijska Terzija (ukrainisch Піккардійська Терція) ist eine ukrainische A-cappella-Gruppe.

## Geschichte
1992 wurde ein zwölfstimmiger gemischter Chor aus Schülern der Ljudkewytsch-Musikschule in Lwiw gegründet. Nach natürlicher Selektion durch Proben und Gesangsexperimenten blieben vier Freiwillige übrig, die bereit waren, weiterzuarbeiten: Wolodymyr Jakymez, Jaroslaw Nudyk, Bohdan Bohach und Andrij Kapral. Der Name der Gruppe kommt von einem musikalischen Begriff, der vom ukrainischen Komponisten Anatolij Kos-Anatolskyj geprägt wurde: „Pikardische Terz“, was eine Dur-Umkehrung am Ende eines Musikstücks bedeutet. Um sich von diesem Begriff abzuheben, fügten sie dem Namen ein zusätzliches „k“ hinzu. Der erste Auftritt der Gruppe fand am 24. September 1992 in der Universität Lwiw statt. Im Sommer 1993 ging sie zum Festival „Tscherwona Ruta“ in Donezk. Die frühen Musikrichtungen der Gruppe bestanden aus Volksliedarrangements und gesungener Poesie.
1994 wurde sie beim Musikfestival „Dolja“ in Czernowitz als beste Gruppe ausgezeichnet. Im Jahr 2000 wurde Pikkardijska Terzija als erste osteuropäische Gruppe zum internationalen A-capella-Festival „Vokal Total“ in München eingeladen. 2006 trat die Gruppe vor Abgeordneten der Europäischen Kommission in Brüssel auf. 2007 trat Pikkardijska Terzija zusammen mit Ruslana Lyschytschko und Al Di Meola bei einem Konzert zur Feier des Unabhängigkeitstags der Ukraine auf. Am 7. Oktober 2007 erhielt Pikkardijska Terzija bei einem Auftritt im Palast Ukrajina zum Thema „15 Jahre A-cappella-Gesang“ Glückwünsche vom ukrainischen Präsidenten Wiktor Juschtschenko.
Im März 2008 wurde der Gruppe der Taras-Schewtschenko-Preis verliehen. 2014 erklang Pikkardijska Terzijas Version des Lieds Plywe katscha po Tyssyni bei der Beerdigung der Himmlischen Hundertschaft. Seitdem ist die Komposition zu einem Symbol des Abschieds von Menschen geworden, die in der Ukraine bei Militäreinsätzen ums Leben kamen.
Die Gruppe hat Lieder in über 12 Sprachen gesungen. Sie hatte Auftritte in Polen, Spanien, Italien, Frankreich, Kanada, den USA, der Schweiz und Singapur.

## Diskografie
Studio-Alben
- 1996: Ad Libitum
- 1996: Pikkardijska Terzija
- 1996: Tycha Nitsch
- 1997: Sad Anhelskych Pisen
- 1999: Ja Prydumaju Swit
- 2002: Eldorado
- 2004: S Neba Do Semli
- 2009: Etjudy
- 2017: Lety...